# Yongjinglong
Yongjinglong (лат.) — род травоядных динозавров-завропод из группы титанозавров, живших во время нижнемеловой эпохи. Представлен единственным видом — Yongjinglong datangi.
Остатки динозавра найдены в 2014 году в северо-западной части Китая. Обнаруженный фрагментированный скелет скорее всего принадлежит молодой особи, а взрослые динозавры предположительно достигали 18 м в длину. Авторы, описавшие таксон, отнесли род Yongjinglong к группе титанозавров — самых крупных наземных животных, когда-либо населявших нашу планету. Специалисты определили нового титанозавра как самого «эволюционно продвинутого» из населявших Азию.